# Peter Derschka

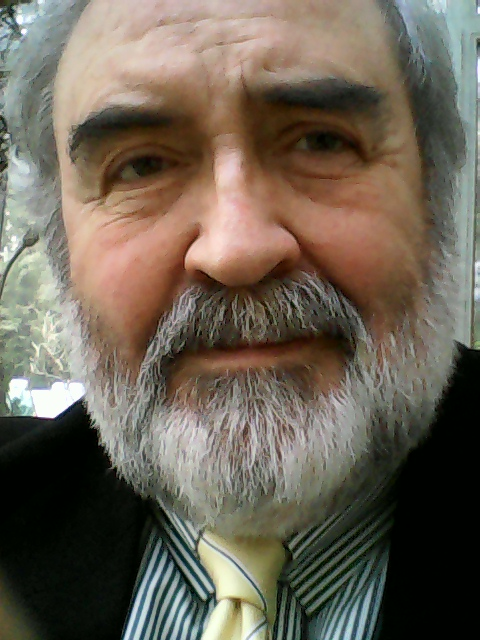
Peter Derschka

Peter Derschka (* 1948 in Konstanz) ist ein deutscher Unternehmer, Wirtschaftspublizist und Maler.

## Werdegang
Derschka legte 1967 am Heinrich-Suso-Gymnasium Konstanz das Abitur ab. Anschließend ging er zum Studium der Betriebswirtschaftslehre an die Universität Stuttgart, wechselte dann an die Universität Konstanz, wo er zunächst Philosophie, dann Soziologie mit den Nebenfächern Volkswirtschaftslehre und Psychologie studierte. Er beendete seine Studien als Magister, Lizentiat der Philosophie sowie als Betriebswirt (VWA). 1978 wurde er zum Dr. rer. soc. promoviert. 

## Berufliches
Von 1973 bis 1978 arbeitete Derschka an der Universität Konstanz als wissenschaftlicher Angestellter an der Konzeption und Durchführung empirischer Projekte der Managementforschung sowie in der interdisziplinären sozialwissenschaftlichen Grundlagen- und Anwendungsforschung. Diese Studien wurden vom Stifterverband für die Deutsche Wissenschaft, der Deutschen Forschungsgemeinschaft und dem Gottlieb Duttweiler Institut gefördert; sie analysieren erstmals industrielle Weiterbildungsmaßnahmen für Führungskräfte der Wirtschaft wissenschaftlich, zumal die Reproduzierbarkeit und Erlernbarkeit von Führungswissen. Da die Inhalte des Führungskräftetrainings sich als überwiegend sozialwissenschaftlich fundiert herausstellten, wurde in einer Befragung von Managern und Ministerialbeamten deren Neigung ermittelt, in ihrem Arbeitsalltag auf sozialwissenschaftliche Informationen zurückzugreifen. Letztere wurden erfasst, systematisiert und in ihren Folgen für Forschung, Lehre und die Führungspraxis dargestellt. In einem weiteren Schritt wiesen Derschka und Adolf Stöber nach, dass sozialwissenschaftliche Anwendungen dauerhaft nur als angewandte Aufklärung zu legitimieren sind. Als Abschluss des Forschungsprogramms entwickelte Derschka eine kritische Organisationstheorie, um anwendungsbezogene Theoreme sozialwissenschaftlichen Wissens zur Abwehr von Entfremdung und typischen Bewusstseinsdeformationen in Organisationen zu nutzen.
1979 trat Derschka in die Redaktion des „manager magazins“ in Hamburg ein; von 1984 bis 1989 war er Chefredakteur von „Management Wissen“. Es folgten Tätigkeiten als Geschäftsführer und Geschäftsführender Gesellschafter mehrerer Agenturen und Beratungsgesellschaften.
Derschka war u. a. Herausgeber des „Praxishandbuchs Personal“ und entwickelte im Corporate Publishing eine Reihe von Kunden-, Mitglieder- und Mitarbeiterzeitschriften, die er als Chefredakteur betreute.

## Künstlerisches Wirken
In seiner künstlerischen Arbeit konzentriert sich Derschka im Wesentlichen auf die Ölmalerei. Die handwerklichen Grundlagen erlernte er bei Elah Gottlieb (* 1913, † 2005, Schülerin von Jos Robers, Amsterdam). Weitere Lehrer waren Otto Adam (* 1901, † 1973, Mitglied der „Sezession Oberschwaben-Bodensee“) und Peter Staechelin (* 1931, † 2004, Vertreter der Konkreten Kunst). Er ist Mitglied im Kunstverein Konstanz e. V. sowie im Kunst- und Kulturkreis Höri.

## Monographien
- Zusammen mit Adolf Stöber und Rudolf Bindig: Kritisches Führungswissen. Emanzipation und Technologie in wissenschaftssoziologischer Sicht. Kohlhammer, Stuttgart 1974, ISBN 3-17-001574-5.
- Sozialwissenschaftliche Anwendungsprofile. Elemente einer kritischen Organisationstheorie. Dissertation, Universität Konstanz, 1978.
- Zusammen mit Adolf Stöber: Organisation und Information. Sozialwissenschaft in der Anwendung. Eine empirische Untersuchung. Neser, Konstanz 1978, ISBN 3-921556-04-X.
- Zusammen mit Adolf Stöber: Grundlagen der anwendungsbezogenen Sozialwissenschaft. (=Studienbücher zur Sozialwissenschaft. Band 37). Westdeutscher Verlag, Opladen 1978, ISBN 3-531-21448-9.
- Mit Geld sicher umgehen. Deutscher Genossenschafts-Verlag, Wiesbaden 2005.
- Zusammen mit Reinold Rehberger: Das haben wir nicht gewollt! Was aus den Idealen der 68er geworden ist – eine Abrechnung mit der Gegenwart. FinanzBuch Verlag, Münchner Verlagsgruppe, 2019, ISBN 978-3-95972-197-4 (Print), ISBN 978-3-96092-362-6 (E-Book, PDF), ISBN 978-3-96092-363-3 (E-Book, EPUB, Mobi).